# Ctenotus rawlinsoni
Espèce
Ctenotus rawlinsoni est une espèce de sauriens de la famille des Scincidae.

## Répartition
Cette espèce est endémique du Queensland en Australie.

## Étymologie
Cette espèce est nommée en l'honneur de Peter Alan Rawlinson (1942-1991).

## Publication originale
- Ingram, 1979 : Two new species of skinks, genus Ctenotus (Reptilia, Lacertilia, Scincidae), from Cape York Peninsula, Queensland, Australia. Journal of Herpetology, vol. 13, no 3, p. 279-282.